# Puybegon

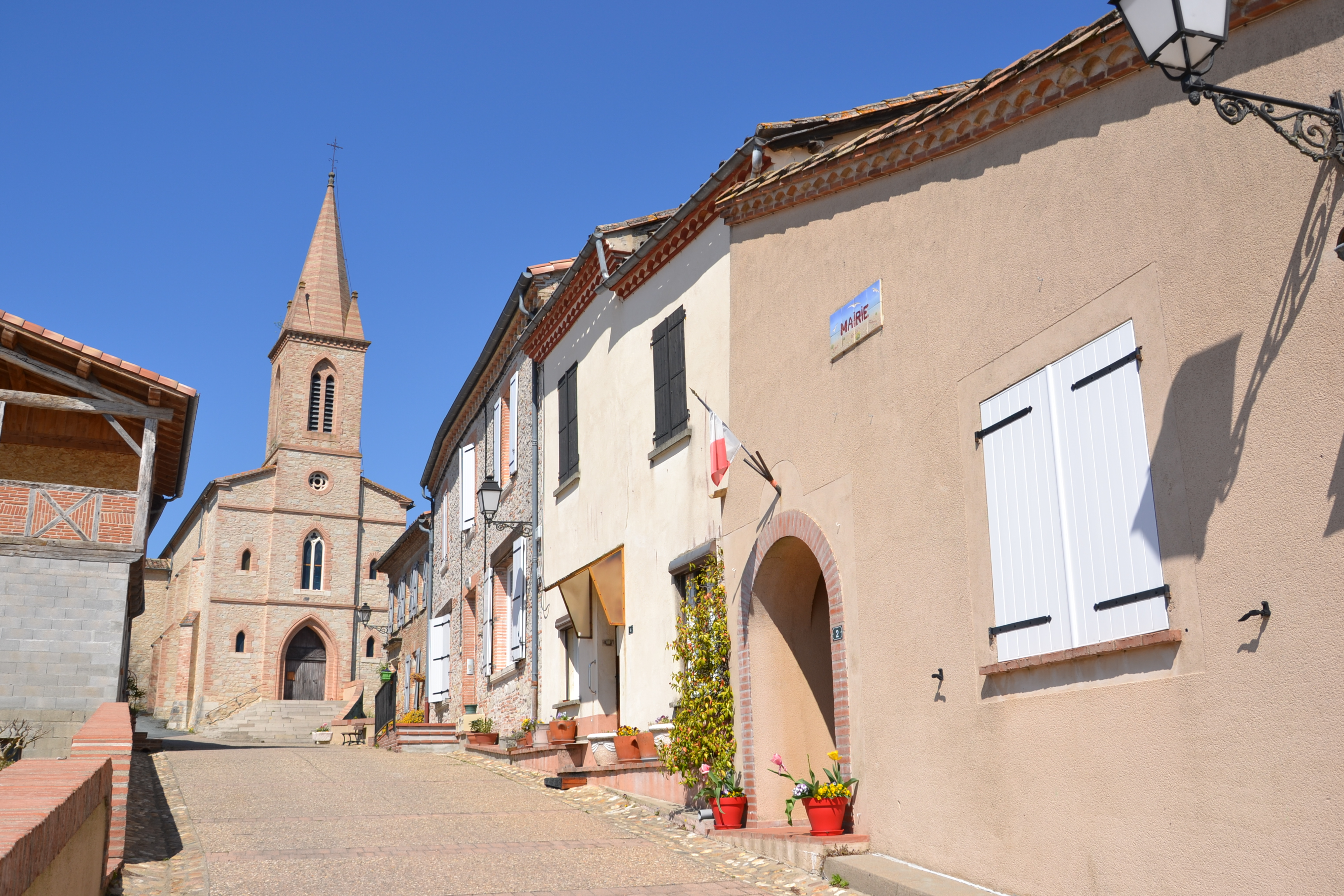
Centre du village de Puybegon

Puybegon (prononcé [pɥibəɡɔ̃]; en occitan Puèg Begon, qui signifie "la colline de l'oison", le petit de l'oie) commune française située dans l'ouest du département du Tarn, en région Occitanie. Sur le plan historique et culturel, la commune est dans le Gaillacois, un pays qui doit sa notoriété à la qualité de ses vins.
Exposée à un climat océanique altéré, elle est drainée par le Dadou, le riou Fauze, le ruisseau de la Brande et par divers autres petits cours d'eau. La commune possède un patrimoine naturel remarquable composé d'une zone naturelle d'intérêt écologique, faunistique et floristique.
Puybegon est une commune rurale qui compte 646 habitants en 2022, après avoir connu une forte hausse de la population depuis 1962.  Elle fait partie de l'aire d'attraction de Toulouse. Ses habitants sont appelés les Puybegonnais ou  Puybegonnaises.

## Géographie

### Localisation
Commune située dans l'Albigeois, entre Graulhet et Lisle-sur-Tarn.

### Communes limitrophes
Puybegon est limitrophe de six autres communes.
Les communes limitrophes sont  Briatexte, Busque, Graulhet, Parisot, Peyrole et Saint-Gauzens.
|               | Peyrole   | Busque   |
| Parisot       | Puybegon  | Graulhet |
| Saint-Gauzens | Briatexte |          |

### Géologie et relief
La superficie de la commune est de 1 901 hectares ; son altitude varie de 117  à   322 mètres.

### Voies de communication et transports
Accès avec les routes départementales D 631, D 39 et D 15.
La commune est desservie par des lignes régulières du réseau régional liO : la ligne 705 la relie à Albi et à Lavaur, la ligne 756 la relie à Toulouse et à Graulhet.

### Hydrographie
La commune est dans le bassin de la Garonne, au sein du bassin hydrographique Adour-Garonne. Elle est drainée par le Dadou, Riou Fauze, le ruisseau de la Brande, le ruisseau de Lacade, le ruisseau de la Chaupertié, le ruisseau de Montalivet, le ruisseau des Faigués et par divers petits cours d'eau, qui constituent un réseau hydrographique de 25 km de longueur totale,.
Le Dadou, d'une longueur totale de 115,8 km, prend sa source dans la commune de Saint-Salvi-de-Carcavès et s'écoule d'est en ouest. Il traverse la commune et se jette dans l'Agout à Ambres, après avoir traversé 23 communes.

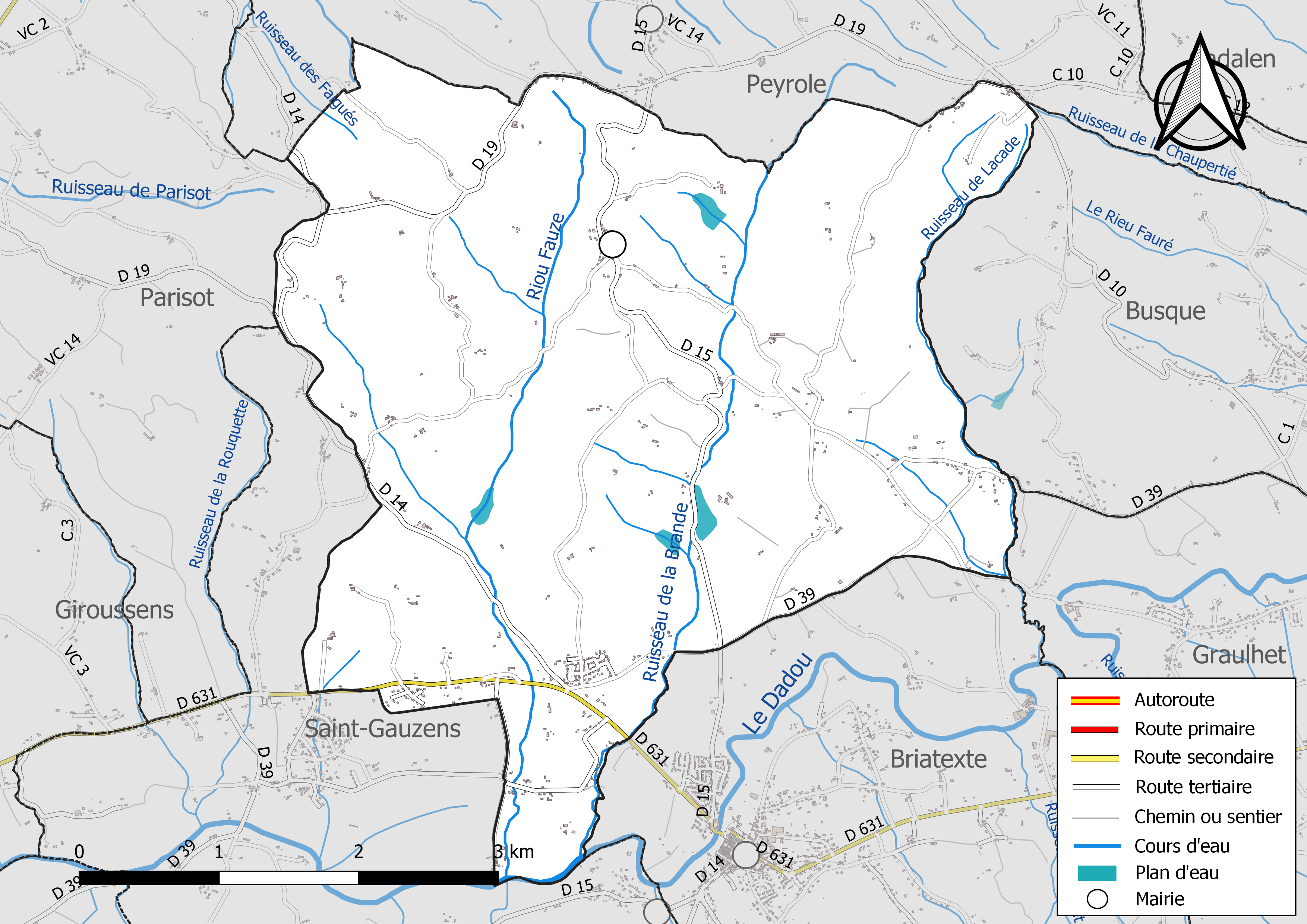
Réseaux hydrographique et routier de Puybegon.

### Climat
Pour des articles plus généraux, voir Climat de l'Occitanie et Climat du Tarn.
En 2010, le climat de la commune est de type climat du Bassin du Sud-Ouest, selon une étude du Centre national de la recherche scientifique s'appuyant sur une série de données couvrant la période 1971-2000. En 2020, Météo-France publie une typologie des climats de la France métropolitaine dans laquelle la commune est exposée à un climat océanique altéré et est dans la région climatique Aquitaine, Gascogne, caractérisée par une pluviométrie abondante au printemps, modérée en automne, un faible ensoleillement au printemps, un été chaud (19,5 °C), des vents faibles, des brouillards fréquents en automne et en hiver et des orages fréquents en été (15 à 20 jours).
Pour la période 1971-2000, la température annuelle moyenne est de 12,9 °C, avec une amplitude thermique annuelle de 15,9 °C. Le cumul annuel moyen de précipitations est de 830 mm, avec 10,4 jours de précipitations en janvier et 5,5 jours en juillet. Pour la période 1991-2020, la température moyenne annuelle observée sur la station météorologique de Météo-France la plus proche, « Lavaur », sur la commune de Lavaur à 12 km à vol d'oiseau, est de 13,6 °C et le cumul annuel moyen de précipitations est de 701,8 mm. 
La température maximale relevée sur cette station est de 42,6 °C, atteinte le 23 août 2023 ; la température minimale est de −18 °C, atteinte le 17 janvier 1987,,.
Les paramètres climatiques de la commune ont été estimés pour le milieu du siècle (2041-2070) selon différents scénarios d'émission de gaz à effet de serre à partir des nouvelles projections climatiques de référence DRIAS-2020. Ils sont consultables sur un site dédié publié par Météo-France en novembre 2022.

### Milieux naturels et biodiversité

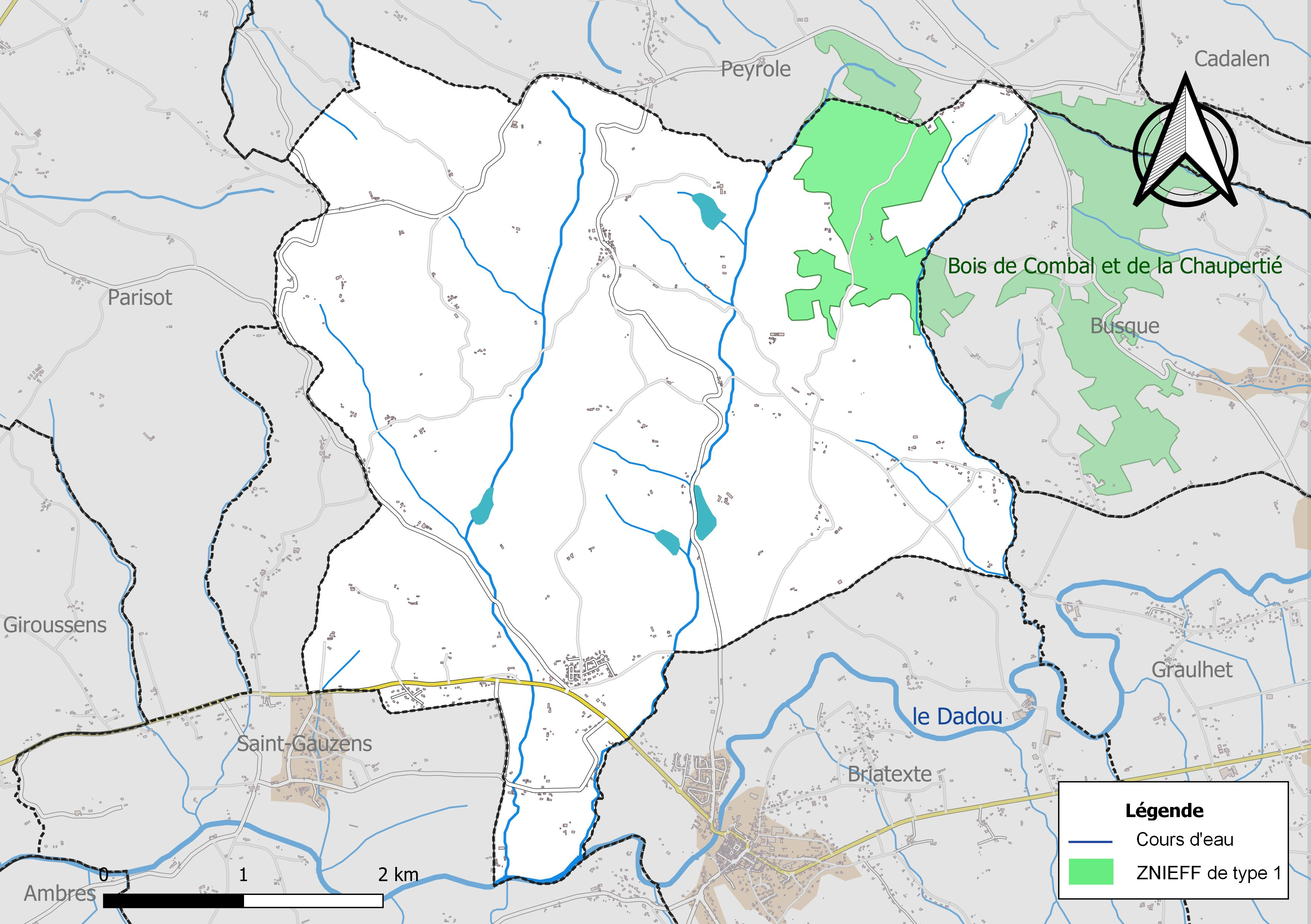
Carte de la ZNIEFF de type 1 localisée sur la commune.

L’inventaire des zones naturelles d'intérêt écologique, faunistique et floristique (ZNIEFF) a pour objectif de réaliser une couverture des zones les plus intéressantes sur le plan écologique, essentiellement dans la perspective d’améliorer la connaissance du patrimoine naturel national et de fournir aux différents décideurs un outil d’aide à la prise en compte de l’environnement dans l’aménagement du territoire.
Une ZNIEFF de type 1 est recensée sur la commune :
les « bois de Combal et de la Chaupertié » (316 ha), couvrant 3 communes du département.

## Urbanisme

### Typologie
Au 1er janvier 2024, Puybegon est catégorisée commune rurale à habitat dispersé, selon la nouvelle grille communale de densité à sept niveaux définie par l'Insee en 2022.
Elle est située hors unité urbaine. Par ailleurs la commune fait partie de l'aire d'attraction de Toulouse, dont elle est une commune de la couronne,. Cette aire, qui regroupe 527 communes, est catégorisée dans les aires de 700 000 habitants ou plus (hors Paris),.

### Occupation des sols
L'occupation des sols de la commune, telle qu'elle ressort de la base de données européenne d’occupation biophysique des sols Corine Land Cover (CLC), est marquée par l'importance des territoires agricoles (83,8 % en 2018), une proportion sensiblement équivalente à celle de 1990 (83,9 %). La répartition détaillée en 2018 est la suivante : 
terres arables (49,7 %), zones agricoles hétérogènes (20,3 %), forêts (16,2 %), prairies (13,9 %). L'évolution de l’occupation des sols de la commune et de ses infrastructures peut être observée sur les différentes représentations cartographiques du territoire : la carte de Cassini (XVIIIe siècle), la carte d'état-major (1820-1866) et les cartes ou photos aériennes de l'IGN pour la période actuelle (1950 à aujourd'hui).

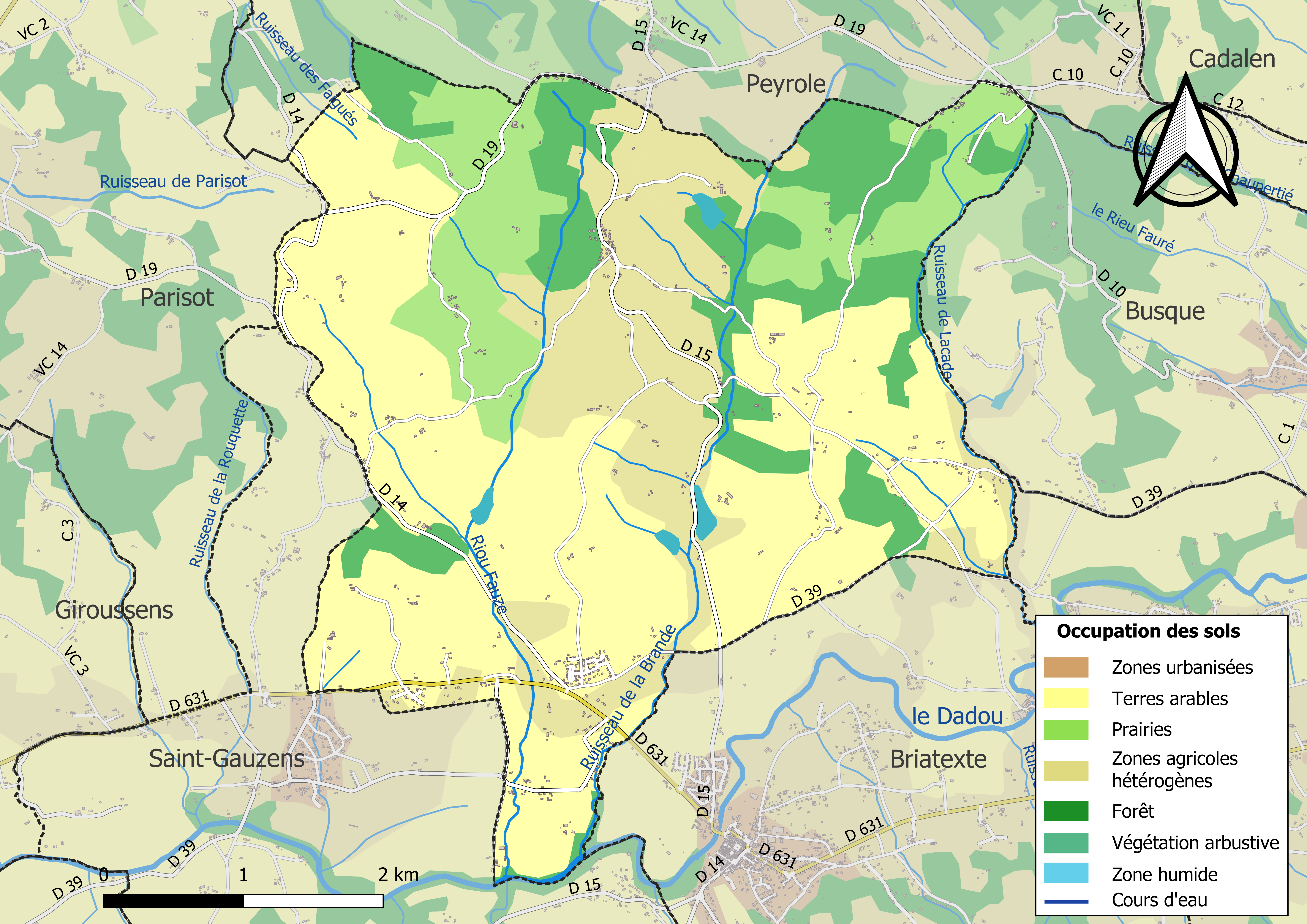
Carte des infrastructures et de l'occupation des sols de la commune en 2018 (CLC).

### Risques majeurs
Le territoire de la commune de Puybegon est vulnérable à différents aléas naturels : météorologiques (tempête, orage, neige, grand froid, canicule ou sécheresse), inondations, feux de forêts, mouvements de terrains et séisme (sismicité très faible). Il est également exposé à un risque technologique,  le transport de matières dangereuses. Un site publié par le BRGM permet d'évaluer simplement et rapidement les risques d'un bien localisé soit par son adresse soit par le numéro de sa parcelle.

#### Risques naturels
Certaines parties du territoire communal sont susceptibles d’être affectées par le risque d’inondation par débordement de cours d'eau, notamment le Dadou. La cartographie des zones inondables en ex-Midi-Pyrénées réalisée dans le cadre du XIe Contrat de plan État-région, visant à informer les citoyens et les décideurs sur le risque d’inondation, est accessible sur le site de la DREAL Occitanie. La commune a été reconnue en état de catastrophe naturelle au titre des dommages causés par les inondations et coulées de boue survenues en 1982 et 2014,.
Puybegon est exposée au risque de feu de forêt. En 2022, il n'existe pas de Plan de Prévention des Risques incendie de forêt (PPRif). Le débroussaillement aux abords des maisons constitue l’une des meilleures protections pour les particuliers contre le feu,.

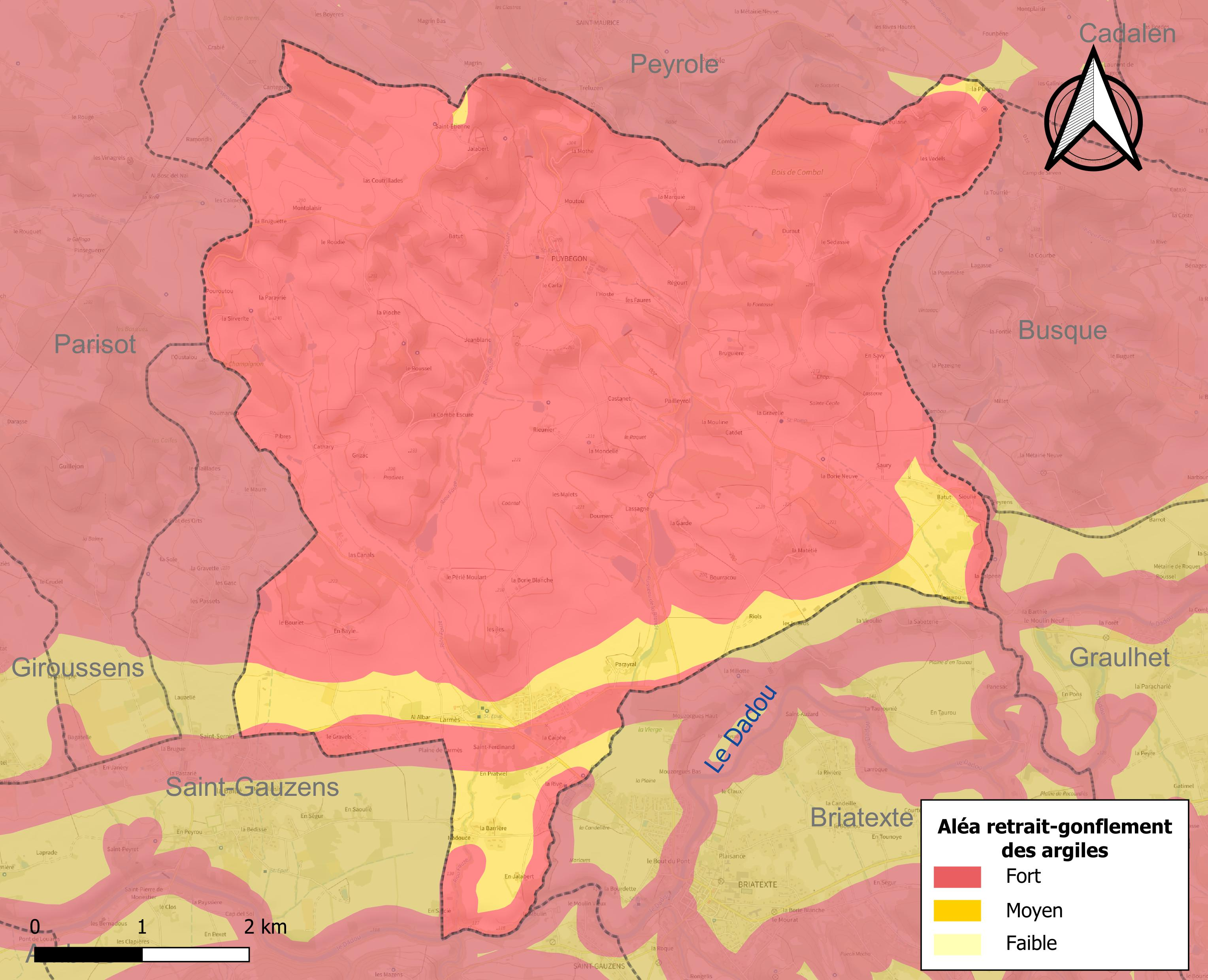
Carte des zones d'aléa retrait-gonflement des sols argileux de Puybegon.

La commune est vulnérable au risque de mouvements de terrains constitué principalement du retrait-gonflement des sols argileux. Cet aléa est susceptible d'engendrer des dommages importants aux bâtiments en cas d’alternance de périodes de sécheresse et de pluie. La totalité de la commune est en aléa moyen ou fort (76,3 % au niveau départemental et 48,5 % au niveau national). Sur les 296 bâtiments dénombrés sur la commune en 2019, 296 sont en aléa moyen ou fort, soit 100 %, à comparer aux 90 % au niveau départemental et 54 % au niveau national. Une cartographie de l'exposition du territoire national au retrait gonflement des sols argileux est disponible sur le site du BRGM,.
Par ailleurs, afin de mieux appréhender le risque d’affaissement de terrain, l'inventaire national des cavités souterraines permet de localiser celles situées sur la commune.

#### Risques technologiques
Le risque de transport de matières dangereuses sur la commune est lié à sa traversée par des infrastructures routières ou ferroviaires importantes ou la présence d'une canalisation de transport d'hydrocarbures. Un accident se produisant sur de telles infrastructures est susceptible d’avoir des effets graves sur les biens, les personnes ou l'environnement, selon la nature du matériau transporté. Des dispositions d’urbanisme peuvent être préconisées en conséquence.

## Toponymie
En occitan son nom est Puèg Begon.

## Politique et administration

### Administration municipale
Le nombre d'habitants au recensement de 2011 étant compris entre 500 et 1 499 habitants, le nombre de membres du conseil municipal pour l'élection de 2014 est de quinze,.

### Rattachements administratifs et électoraux
Commune faisant partie de l'arrondissement de Castres, la communauté d'agglomération, du canton de Graulhet et avant le 1er janvier 2017 elle faisait partie de la communauté de communes Tarn et Dadou.

### Liste des maires
| Période                                  | Période   | Identité         | Étiquette | Qualité                                    |
| ---------------------------------------- | --------- | ---------------- | --------- | ------------------------------------------ |
| avant 1981                               | ?         | Michelle Vasseur | PS        |                                            |
| mars 2001                                | mars 2014 | Mariano Bernad   |           |                                            |
| mars 2014                                | mai 2020  | Max Guipaud      | DVG       | Conseiller départemental depuis avril 2018 |
| mai 2020                                 | En cours  | Robert Cinq      |           |                                            |
| Les données manquantes sont à compléter. |           |                  |           |                                            |

## Population et société

### Démographie
L'évolution du nombre d'habitants est connue à travers les recensements de la population effectués dans la commune depuis 1793. Pour les communes de moins de 10 000 habitants, une enquête de recensement portant sur toute la population est réalisée tous les cinq ans, les populations de référence des années intermédiaires étant quant à elles estimées par interpolation ou extrapolation. Pour la commune, le premier recensement exhaustif entrant dans le cadre du nouveau dispositif a été réalisé en 2004.

En 2022, la commune comptait 646 habitants, en évolution de −0,15 % par rapport à 2016 (Tarn : +2,52 %, France hors Mayotte : +2,11 %).
| 1793 | 1800 | 1806 | 1821  | 1831  | 1836  | 1841  | 1846  | 1851  |
| ---- | ---- | ---- | ----- | ----- | ----- | ----- | ----- | ----- |
| 981  | 918  | 988  | 1 080 | 1 108 | 1 147 | 1 219 | 1 125 | 1 064 |

| 1856  | 1861  | 1866 | 1872 | 1876 | 1881 | 1886 | 1891 | 1896 |
| ----- | ----- | ---- | ---- | ---- | ---- | ---- | ---- | ---- |
| 1 037 | 1 040 | 969  | 915  | 939  | 877  | 840  | 769  | 734  |

| 1901 | 1906 | 1911 | 1921 | 1926 | 1931 | 1936 | 1946 | 1954 |
| ---- | ---- | ---- | ---- | ---- | ---- | ---- | ---- | ---- |
| 676  | 643  | 624  | 516  | 516  | 507  | 505  | 506  | 509  |

| 1962 | 1968 | 1975 | 1982 | 1990 | 1999 | 2004 | 2006 | 2009 |
| ---- | ---- | ---- | ---- | ---- | ---- | ---- | ---- | ---- |
| 387  | 420  | 402  | 426  | 510  | 489  | 483  | 497  | 584  |

| 2014 | 2019 | 2022 | - | - | - | - | - | - |
| ---- | ---- | ---- | - | - | - | - | - | - |
| 654  | 638  | 646  | - | - | - | - | - | - |

| selon la population municipale des années : | 1968 | 1975 | 1982 | 1990 | 1999 | 2006 | 2009 | 2013 |
| Rang de la commune dans le département      | 138  | 147  | 110  | 113  | 112  | 121  | 113  | 108  |
| Nombre de communes du département           | 326  | 324  | 324  | 324  | 324  | 323  | 323  | 323  |

### Enseignement
Puybegon fait partie de l'académie de Toulouse.

### Culture
Photothèque,

### Activités sportives
Chasse, pétanque,

## Économie

### Revenus
En 2018, la commune compte 255 ménages fiscaux, regroupant 655 personnes. La médiane du revenu disponible par unité de consommation est de 22 200 € (20 400 € dans le département).

### Emploi
|                | 2008  | 2013  | 2018  |
| -------------- | ----- | ----- | ----- |
| Commune        | 7,9 % | 8,5 % | 7,6 % |
| Département    | 8,2 % | 9,9 % | 10 %  |
| France entière | 8,3 % | 10 %  | 10 %  |

En 2018, la population âgée de 15 à 64 ans s'élève à 384 personnes, parmi lesquelles on compte 78 % d'actifs (70,4 % ayant un emploi et 7,6 % de chômeurs) et 22 % d'inactifs,. Depuis 2008, le taux de chômage communal (au sens du recensement) des 15-64 ans est inférieur à celui de la France et du département.
La commune fait partie de la couronne de l'aire d'attraction de Toulouse, du fait qu'au moins 15 % des actifs travaillent dans le pôle,. Elle compte 24 emplois en 2018, contre 47 en 2013 et 67 en 2008. Le nombre d'actifs ayant un emploi résidant dans la commune est de 279, soit un indicateur de concentration d'emploi de 8,6 % et un taux d'activité parmi les 15 ans ou plus de 58,8 %.
Sur ces 279 actifs de 15 ans ou plus ayant un emploi, 18 travaillent dans la commune, soit 7 % des habitants. Pour se rendre au travail, 90,6 % des habitants utilisent un véhicule personnel ou de fonction à quatre roues, 4,3 % les transports en commun, 0,7 % s'y rendent en deux-roues, à vélo ou à pied et 4,3 % n'ont pas besoin de transport (travail au domicile).

### Activités hors agriculture
41 établissements sont implantés  à Puybegon au 31 décembre 2019. Le tableau ci-dessous en détaille le nombre par secteur d'activité et compare les ratios avec ceux du département,.
| Secteur d'activité                                                                                        | Commune | Commune | Département |
| Secteur d'activité                                                                                        | Nombre  | %       | %           |
| --- | ------- | ------- | ----------- |
| Ensemble                                                                                                  | 41      |         |             |
| Industrie manufacturière, industries extractives et autres                                                | 4       | 9,8 %   | (13 %)      |
| Construction                                                                                              | 8       | 19,5 %  | (12,5 %)    |
| Commerce de gros et de détail, transports, hébergement et restauration                                    | 11      | 26,8 %  | (26,7 %)    |
| Activités immobilières                                                                                    | 2       | 4,9 %   | (4,2 %)     |
| Activités spécialisées, scientifiques et techniques et activités de services administratifs et de soutien | 9       | 22 %    | (13,8 %)    |
| Administration publique, enseignement, santé humaine et action sociale                                    | 3       | 7,3 %   | (15,5 %)    |
| Autres activités de services                                                                              | 4       | 9,8 %   | (9 %)       |

Le secteur du commerce de gros et de détail, des transports, de l'hébergement et de la restauration est prépondérant sur la commune puisqu'il représente 26,8 % du nombre total d'établissements de la commune (11 sur les 41 entreprises implantées  à Puybegon), contre 26,7 % au niveau départemental.

### Agriculture
La commune est dans la « plaine de l'Albigeois et du Castrais », une petite région agricole occupant le centre du département du Tarn. En 2020, l'orientation technico-économique de l'agriculture  sur la commune est la polyculture et/ou le polyélevage. 
|               | 1988  | 2000  | 2010  | 2020 |
| ------------- | ----- | ----- | ----- | ---- |
| Exploitations | 36    | 31    | 27    | 27   |
| SAU (ha)      | 1 241 | 1 413 | 1 060 | 860  |

Le nombre d'exploitations agricoles en activité et ayant leur siège dans la commune est passé de 36 lors du recensement agricole de 1988  à 31 en 2000 puis à 27 en 2010 et enfin à 27 en 2020, soit une baisse de 25 % en 32 ans. Le même mouvement est observé à l'échelle du département qui a perdu pendant cette période 58 % de ses exploitations,. La surface agricole utilisée sur la commune a également diminué, passant de 1 241 ha en 1988 à 860 ha en 2020. Parallèlement la surface agricole utilisée moyenne par exploitation a baissé, passant de 34 à 32 ha.

## Culture locale et patrimoine

### Lieux et monuments
- Église Saint-Sigismond de Puybegon (appelée au Moyen Âge église de la Jonquière), au centre du village.
- Église Notre-Dame de Larmès, historiquement, le second point de vie de la commune après le village, mais la tendance se serait plutôt inversée, aujourd'hui !
- Chapelle Sainte-Cécile de Mauribal, datant du XIIIe siècle. Le site ecclésial avec nécropole est attesté en 1226 et se serait installé à cet emplacement vers le milieu du XIIe siècle. Selon G. Mercadier, sur cet emplacement se trouvait une ancienne motte avec basse-cour. L'enclos de forme trapézoïdale a une superficie d'environ 1 340 m2. À environ 100 m à l'est de la motte, un effondrement de deux mètres de profondeur, dans une forte pente de terrain constellé de gravier, a permis la découverte d'une galerie longue d'environ 10 m qui se dirige vers la motte[42].
- Église Saint-Martin de Grizac de Puybegon (église désacralisée).
- Église Saint-Étienne de la Rigobertiere (église existante sous l'Ancien Régime mais détruite aujourd'hui)[43].
- Motte de Saint-Sigismond. Cette vaste motte avec basse-cour serait le berceau de Puybegon, bien avant la bastide actuelle. Un souterrain, au lieu-dit Roussel, qui n'a probablement aucun lien avec la motte, s'ouvrait à 100 m au nord de celle-ci.

La motte pourrait faire partie d'un réseau de surveillance sur la vallée du Dadou, avec dans un axe est/ouest les mottes alignées sur Puybegon de Sainte-Cécile de Mauribal, la Motte, Saint-Sigismond, la Piocheet celle du Champignon sur Saint-Gauzens, etc.

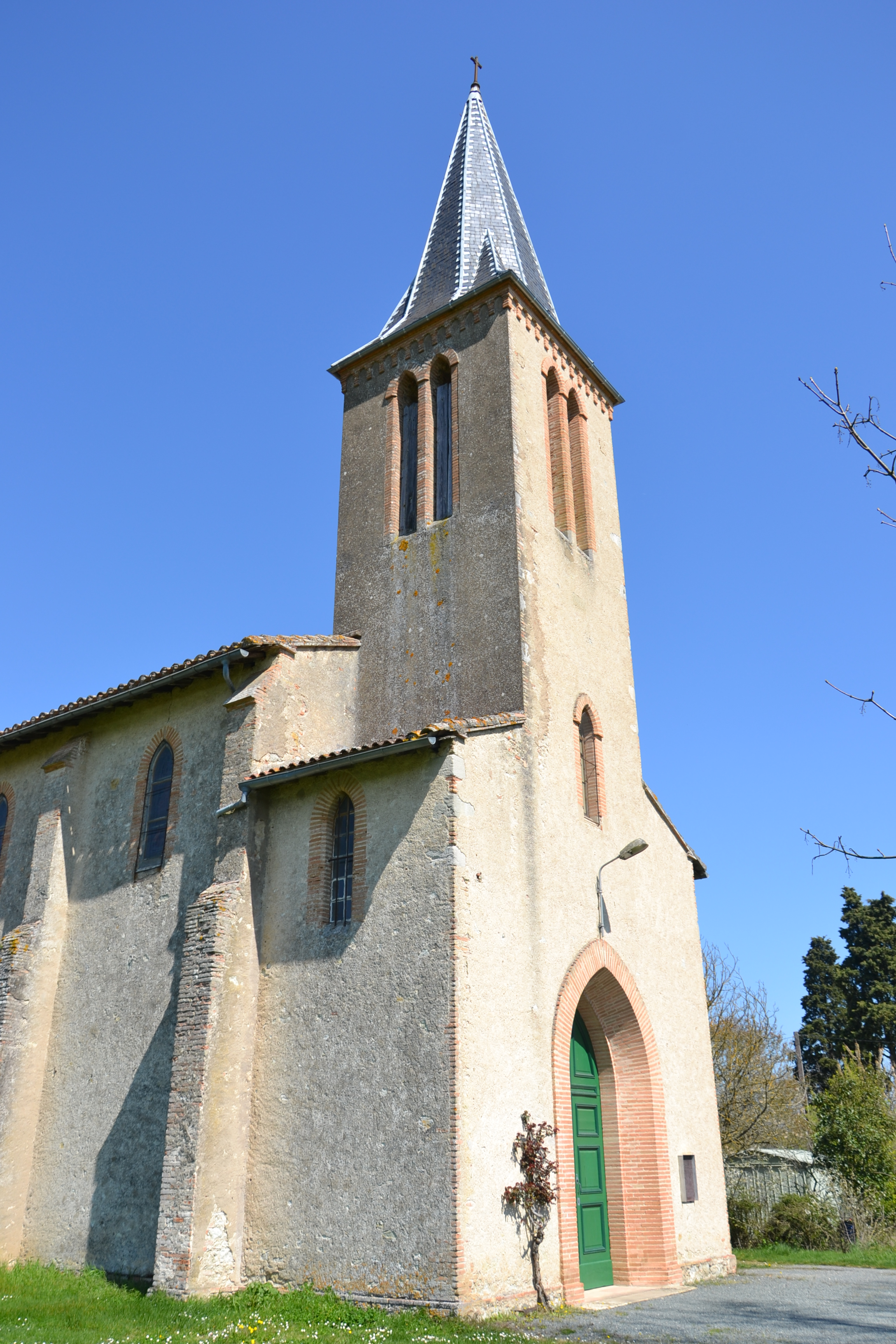
Église Notre-Dame de Larmès.
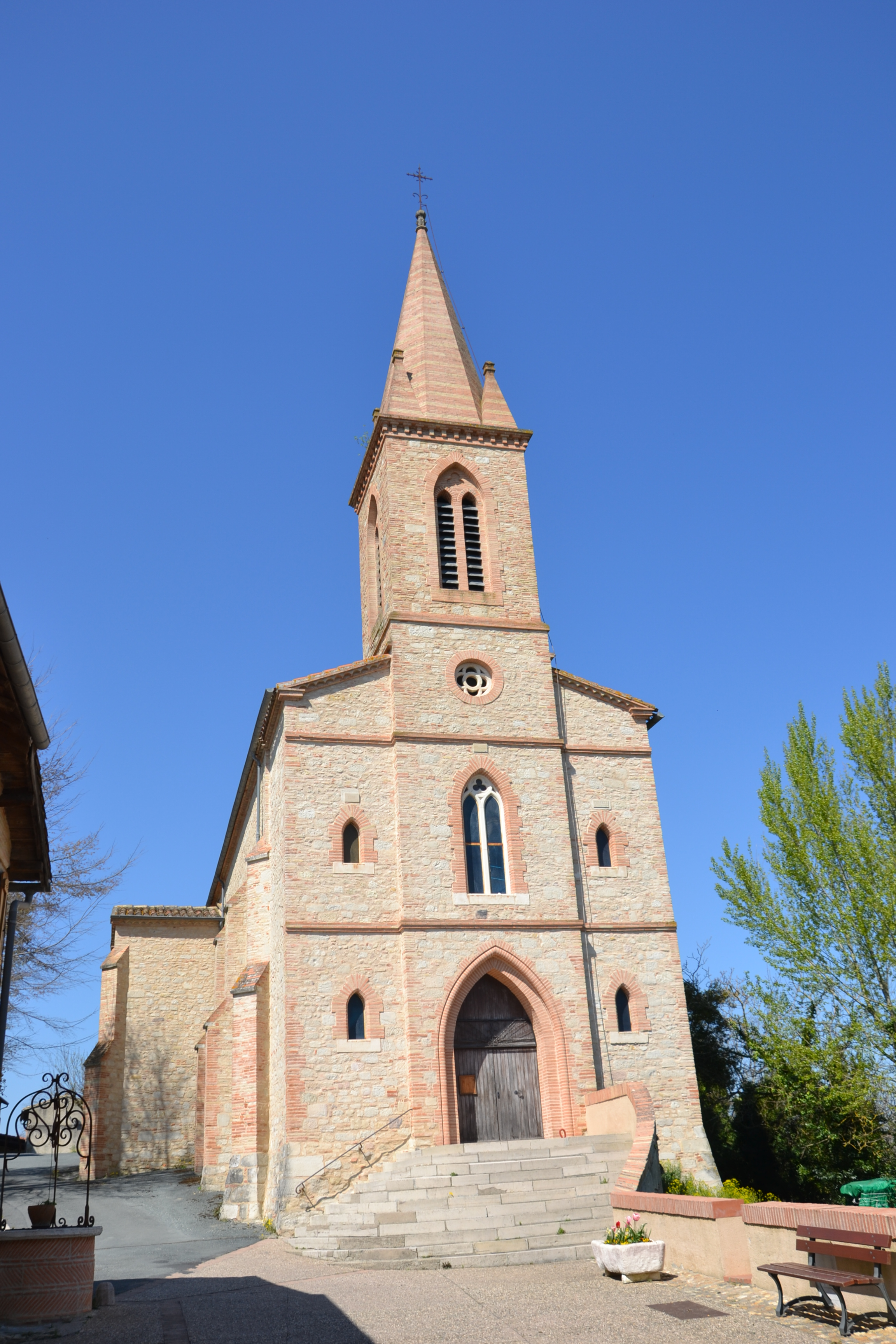
Église Saint-Sigismond de Puybegon.
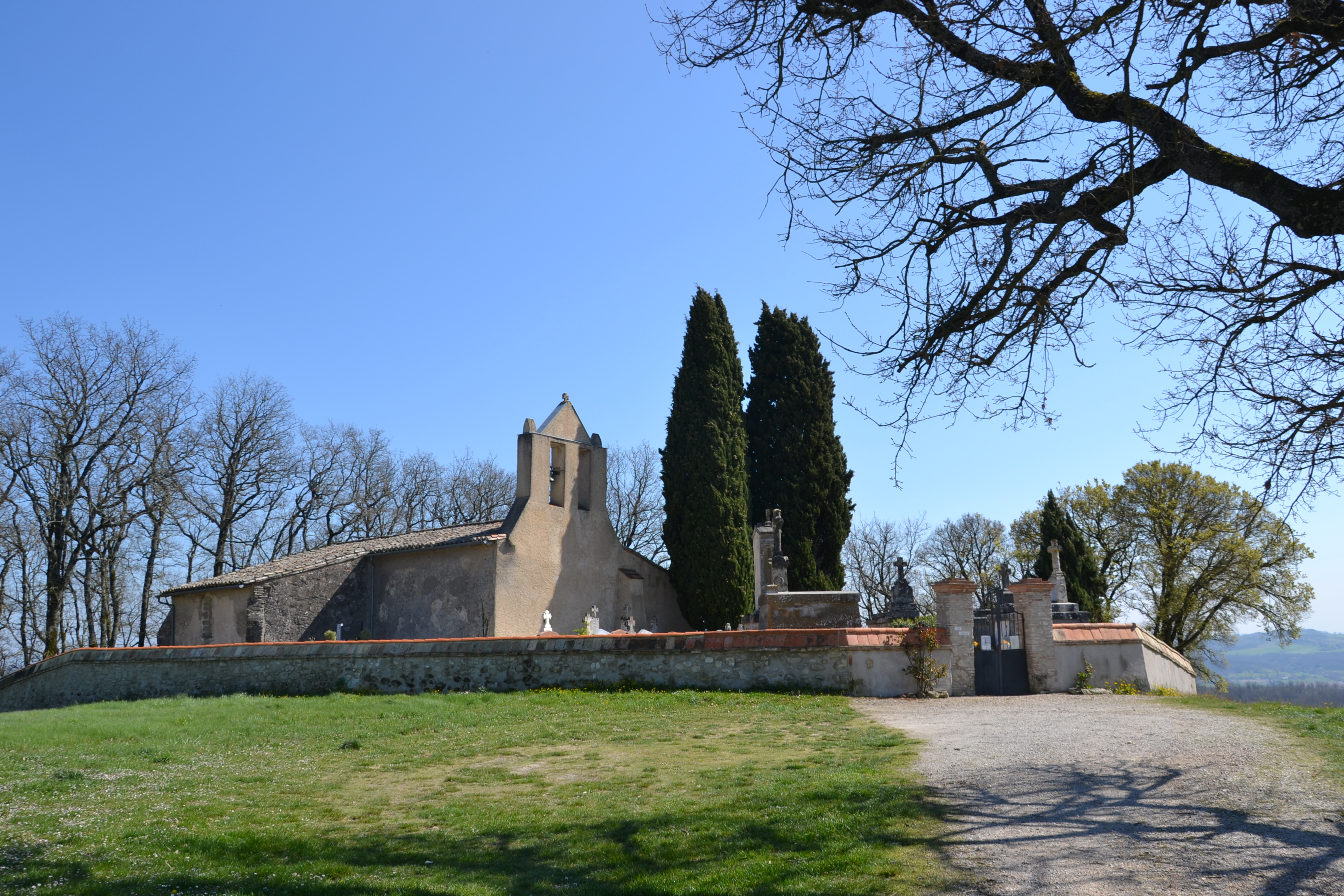
Chapelle Sainte-Cécile de Mauribal.
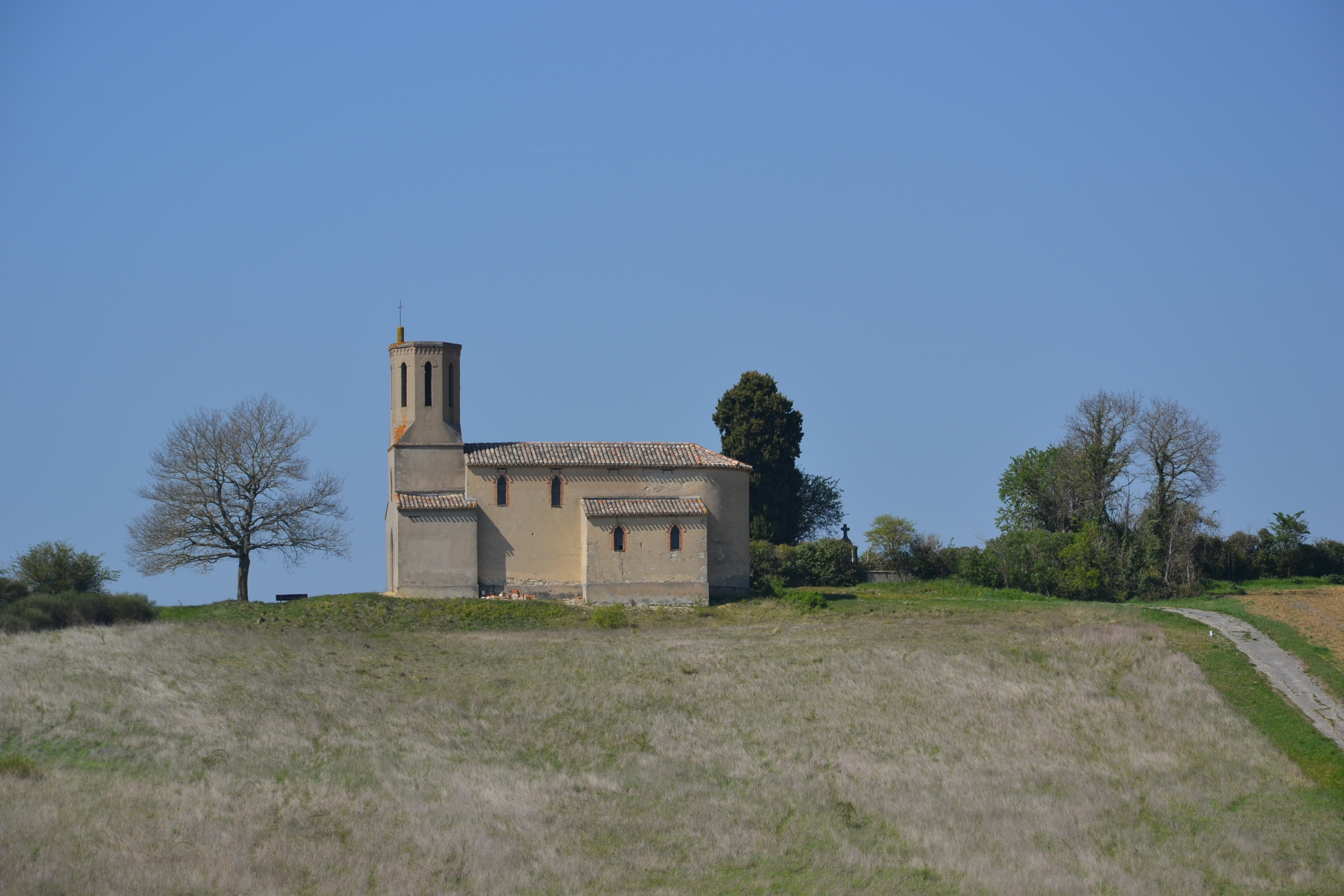
Église de Saint-Martin de Grizac de Puybegon.

### Personnalités liées à la commune
- Sicard Alaman.
- Doat Alaman.

### Héraldique
| Blason de Puybegon | Blason  | D'or à deux traverses d'azur, au village isolé d'argent et son ombre de sable surchargé d'une feuille de chêne englantée de deux pièces de sinople, posée en barre, le tout brochant et sommé de l'inscription « PUECH BUEGO » en lettres capitales d'argent. |
| Blason de Puybegon | Détails | Le statut officiel du blason reste à déterminer. |

## Pour approfondir